# Jan Damascén Rosin
Jan Damascén Rosin (?-1765), též Jan Damašský Rosin byl český františkán, kněz a teolog. Po vstupu do řádu, vysvěcení na kněze a získání hlubších zkušeností a znalostí působil jako lektor teologie na klášterních studiích františkánů ve Slaném založených roku 1734. Dalším lektorem současně s Damascénem zde byl Anaklét Burgermeister. Když byla tato řádová škola převedena roku 1749 do Bechyně, přesunuli se do tamějšího konventu i oba zmínění lektoři. Později se bratru Damascénovi podařilo přestoupit na „vyšší“ předmět - bohosloví. Jako lektor teologie vyučoval františkánské studenty a kleriky v olomouckém klášteře sv. Bernardina v roce 1765. Podle mu připsaného titulu „generální lektor teologie“  působil také na generálních studiích františkánů, s největší pravděpodobnosti v pražském konventu u P. Marie Sněžné.
Zřejmě v roce 1765 vytiskl pražský staroměstský tiskař Jan Karel Hraba, produkující pro františkány i řadu jiných titulů, Rosiniho učebnici teologie Tractatus scholastico - canonico - moralis, de externa actionum humanarum regula.... Drobný, okolo osmnácti centimetrů vysoký svazek, jistě takto záměrně vydaný pro snadné praktické přenášení a uchovávání obsahuje téměř 500 stran z nejrůznějších oblastí teologie, které Rosin dle titulu ručil pro studující a další bratry františkány české provincie. Hojné dochování knihy původně z františkánských klášterů v Hájku, Hejnici, Bechyni, Moravské Třebové a Dačic ukazuje, že šlo o jednu ze základních příruček, kterou tito řeholníci používali k vzdělávání svých kleriků. Další exempláře z knižních sbírek kapucínů, benediktinů či dominikánů naznačují, že se věhlas Rosinovy teologické učebnice dostal i mimo františkánský řád.
Ještě téhož roku, kdy bylo Damascénovi vytištěno jeho životní dílo, tento řeholník zemřel 26. prosince1765 v Praze.